# Colocleora lambillionei
Colocleora lambillionei är en fjärilsart som beskrevs av Claude Herbulot 1975. Colocleora lambillionei ingår i släktet Colocleora och familjen mätare. Inga underarter finns listade i Catalogue of Life.